# Conselho Provisório de Defesa Nacional
O Conselho Provisório de Defesa Nacional (em inglês:  Provisional National Defence Council, PNDC) foi o governo de Gana após o governo eleito do Partido Nacional do Povo ser deposto por Jerry Rawlings, o antigo chefe do Conselho Revolucionário das Forças Armadas, em 31 de dezembro de 1981. Ele permaneceria no poder até 7 de janeiro de 1993. Em uma declaração explicando o golpe de Estado, Rawlings explicou que uma "guerra santa" foi necessária devido ao fracasso do PNP em proporcionar uma liderança eficaz e pelo colapso da economia nacional e dos serviços estatais. O Conselho Provisório de Defesa Nacional foi uma ditadura militar que induziu os civis a participarem na administração. A maioria dos membros do Conselho foram civis. As políticas do Conselho Provisório de Defesa Nacional refletiram um governo revolucionário, porém pragmático em seu método. Os objetivos econômicos do Conselho foram travar a decadência econômica, estabilizar a economia e, consequentemente, estimular o crescimento econômico. Politicamente, o seu objetivo era estabelecer estruturas que efetivamente permitissem que as pessoas expressassem sua vontade política. Mais significativamente, o Conselho, carregava consigo o espírito da Revolução de 4 de Junho de 1979, propondo uma mudança de atitude das pessoas de uma posição do 'governo fornecerá' para uma entidade pró-ativa na construção da nação.
O Conselho Provisório de Defesa Nacional finalmente cedeu o poder, ministrando uma nova constituição em 1992 e realizando eleições naquele ano, embora o partido de John Rawlings, o Congresso Democrático Nacional, obteve oficialmente nessa eleição presidencial mais de 58%, de modo que a oposição boicotou as eleições parlamentares subsequentes.

## Membros
Os sete membros originais do Conselho Provisório de Defesa Nacional desde a sua criação foram os seguintes:
- Tenente de voo Jerry John Rawlings - Presidente
- Brigadeiro Joseph Nunoo-Mensah - Chefe do Estado-Maior da Defesa reformado
- Reverendo Dr. Vincent Kwabena Damuah
- Warrant Officer I Joseph Adjei Buadi
- Sargento Daniel Alolga Akata Pore
- Joachim Amartey Quaye
- Chris Bukari Atim

### Saídas e substituições
Ao longo dos anos, algumas pessoas foram adicionadas aos membros e outras retiradas. Algumas saíram em 1982 devido as diferenças ideológicas. Joachim Amartey Quaye foi executado por seu envolvimento no assassinato de três juízes seniores e um oficial do exército reformado. O Reverendo Damuah, que foi suspenso da Igreja Católica por causa de seu envolvimento no governo retirou-se no final de 1982 e iniciou sua própria igreja mais tarde chamada Missão Afrikania, uma organização dedicada à promoção da Religião Tradicional Africana.
| Adições - Sra. Aanaa Naamua Enin- nomeada em 1985 - Ebo Tawiah - Naa Polku Konkuu Chiiri - Justice D.F. Annan- nomeado em 1984 - Alhaji Iddrisu Mahama - nomeado em 1984 - Capitão Kojo Tsikata - P. V. Obeng - Major General Arnold Quainoo - Maj. Gen. Winston C.M. Mensa-Wood - Capitão Kingsley Bruce - Vice marechal do ar A. H. K. Dumashie - Dr. Sra. Mary Grant - nomeada em 1989 - Sra. Susanna Al-Hassan - nomeada em 1985 | Saídas - Brigadeiro Joseph Nunoo Mensah - resignou em 1982 - Rev.Dr. Kwabena Damuah - resignou em 1982 - Warrant Officer I Mumuni Seidu- resignou em junho de 1994 - Warrant Officer I Joseph Adjei Buadi - resignou em dezembro de 1984 - Sargento Daniel Alolga Akata Pore - Joachim Amartey Quaye - executado em agosto de 1982 - Chris Bukari Atim - Ebo Tawiah - Naa Polku Konkuu Chiiri - faleceu em 25 de agosto de 1984 - Brigadeiro W. M. Mensa-Wood - Capitão Kingsley Bruce - Sra. Susanna Al-Hassan - saiu em 1987 - Sra. Anaa Naamua Enin - saiu em 1989 |

### Agosto de 1992 em diante - Membros finais
- Tenente de voo Jerry John Rawlings - Presidente
- Justice D. F. Annan
- Alhaji Iddrisu Mahama
- Capitão Kojo Tsikata
- P. V. Obeng
- Tenente general Arnold Quainoo
- Vice marechal do ar Dumashie
- Dr. Sra. Mary Grant